# 浜田恵造
浜田 恵造（濵田 惠造、はまだ けいぞう、1952年〈昭和27年〉1月10日 - ）は、日本の大蔵・財務官僚、政治家。元香川県知事（公選第17・18・19代）。

## 来歴
香川県観音寺市観音寺町出身。香川県立観音寺第一高等学校、東京大学法学部第2類（公法コース）卒業。官庁訪問の時に財政だけではなく、金融や国際的なことなどもできると思い、1975年（昭和50年）に大蔵省（現：財務省）へ入省。配属先は大臣官房調査企画課（現：総合政策課）。経済見通しの調整を担当。理財局の係長時代は道路公団や住宅金融公庫の査定結果の取りまとめ業務に携わる。銀行局総務課長補佐時代では金融関係の税制を担当。1986年（昭和61年）6月に主計局主計官補佐（農林第四係主査）。農業基盤整備（土地改良）や農業構造改善を担当。農道空港事業では予算をOKし試行したが、コスト面で実用化には至らなかったという。1990年（平成2年）7月に山形県総務部長。1991年（平成3年）に大臣官房文書課広報室長。橋本・羽田の2代の蔵相の記者会見の設営などを担当。1994年（平成6年）7月に総務庁行政管理局管理官（総括、定員、外務省、特殊法人担当）。総括、定員担当として各省庁の定員を管理し、個別として外務省も担当した。理財局国債課長。これまで国債が消化できた1番の要因が日銀の金融緩和による低金利だとし、デフレ脱却後の日銀が金融緩和を終了する際に財政再建の道筋が明らかなっていないと大変であるとし、南海トラフ地震以上に対策を講じなければならない問題だとしている。理財局総務課長、東海財務局長、内閣府地方分権改革推進会議事務局次長などを歴任。2007年（平成19年）4月に東京税関長。司法当局と連携し、脱税摘発をしていった。2008年（平成20年）に退官。同年、日本高速道路保有・債務返済機構理事に就任。2010年（平成22年）9月、香川県知事に就任、2022年(令和4年)9月4日まで3期務めた。
2023年11月3日、秋の叙勲で旭日重光章を受章。

## 香川県知事

### 1期目
2010年（平成22年）8月29日投開票の香川県知事選挙は、真鍋知事の勇退にともない、新人3人の選挙戦になった。浜田は、各方面からの出馬要請に応えて、5月下旬に出馬を表明した。選挙戦は、香川県議会の自民・社民・民主・公明各会派及び連合香川の支援を受けて無所属で出馬し、初当選を果たした。選挙公約は「県への観光客数を1000万人台に」「高松自動車道の4車線化と国道11号の拡幅」「教育の資質向上と教員の業務のあり方の検討」等を掲げた。

### 2期目
2014年（平成26年）8月31日投開票の香川県知事選挙は、無所属現職の浜田と無所属新人の2人の選挙戦になった。浜田は、2014年11月県議会で再選出馬を表明した。自民・社民・公明の3党と民主党県連の推薦を受け、企業・団体の支援も取り付けて選挙戦を展開し、再選を果たした。選挙公約は「働く場を確保し、人口の社会増を実現する」「健康長寿、死亡事故ゼロ、犯罪ゼロを目指す」「世界に発信できるアート県ブランドを確立する」等を掲げた。2017年11月に発足した香川県広域水道企業団の初代企業長に就任。

### 3期目
2018年（平成30年）8月26日投開票の香川県知事選挙は、無所属現職の浜田と無所属新人の2人の選挙戦になった。浜田は、2月県議会で3選出馬を表明した。自民・公明・国民民主・社民の4党の推薦を受け、企業・団体の支援も取り付けて選挙戦を展開し、3選を果たした。選挙公約は、「県土の防災力のアップや人口減少の克服、地域活力向上」「新設の子ども政策推進局で子育て対策を推進する」「観光客から選ばれる香川を目指す」「アート県の地位を不動のものとし、スポーツの持つ力を生かせる地域を目指す」等を掲げた。
2022年2月16日、県議会本会議で同年夏の県知事選挙に立候補せず退任する意向を示した。2022年9月4日をもって香川県知事を退任。

## 年譜
- 1952年　1月10日生まれ[7]
- 1975年　東京大学法学部第2類（公法コース）卒業[1]
- 同年4月  大蔵省（現：財務省）へ入省。大臣官房調査企画課（現：総合政策課）[5]
- 1976年 福岡国税局調査査察部
- 1977年　大蔵省大臣官房調査企画課（現：総合政策課）
- 1978年　大蔵省理財局総務課総合資金係長心得[25]
- 1979年　大蔵省理財局資金第一課係長
- 1980年　大月税務署長
- 1982年　大蔵省銀行局総務課長補佐（日本銀行・企画）[26]
- 1984年　大蔵省主計局主計企画官補佐（財政計画第一、二係主査）
- 1986年　大蔵省主計局主計官補佐（農林水産第四係主査）（土地改良、農業構造改善担当）
- 1987年　大蔵省主計局主計官補佐（地方財政第一、二係主査）
- 1990年　山形県総務部長
- 1991年　大蔵省大臣官房文書課広報室長
- 1992年　大蔵省大臣官房企画官 兼 銀行局金融会社室長
- 1994年　総務庁行政管理局管理官
- 1996年　大蔵省理財局国債課長
- 1998年　大蔵省理財局資金第一課長
- 2000年　大蔵省理財局総務課長 兼 理財局国債課長 兼 理財局資金第一課長 兼 理財局資金管理課長
- 同年　大蔵省理財局総務課長
- 2001年　財務省理財局総務課長
- 2002年　東海財務局長
- 2003年　内閣府地方分権改革推進会議事務局次長
- 2006年　税務大学校長
- 2007年　東京税関長
- 2008年　財務省を退官
- 同年    　　日本高速道路保有・債務返済機構理事
- 2010年　香川県知事（1期目）
- 2014年　香川県知事（2期目）
- 2018年　香川県知事（3期目）
- 2022年  香川県知事を退任

## 政策

### 香川県ネット・ゲーム依存症対策条例
2020年4月1日、香川県ネット・ゲーム依存症対策条例が施行された。これは、2020年1月10日に県議会の議員提案として提出され、同年3月18日に可決・成立した条例であるが、全国初の子どものネットやゲームの使用時間を設定したものであり、「違憲ではないか」と言う声が挙がったほか、パブリック・コメントに偽造された意見が寄せられた疑いもあり、批判が高まった。
2020年9月30日に条例が違憲であるとして県を相手取った訴訟が提起されたが、2022年8月30日の高松地方裁判所の判決で条例は合憲とされた。

## その他
- 映画 『百年の時計』に、知事役として本人が友情出演。